# Václav Vondrák

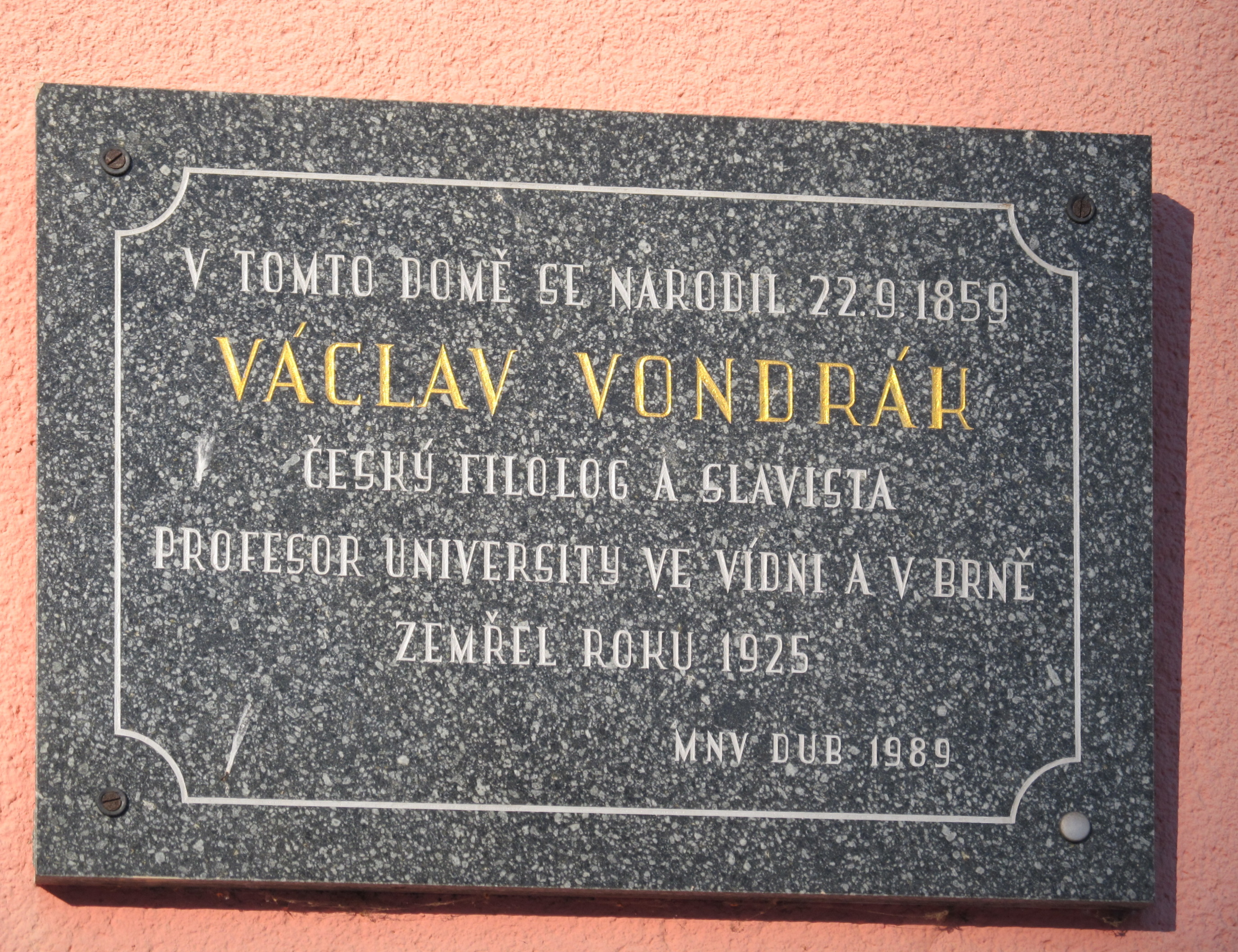
Pamětní deska Václava Vondráka v Dubu na Prachaticku

Václav Vondrák (22. září 1859 Dub u Volyně – 13. srpna 1925 Brno) byl český jazykovědec, slavista, literární historik, překladatel, publicista, editor staroslověnských literárních památek a vysokoškolský pedagog.

## Život
Po ukončení středoškolských studií na reálném gymnáziu v Prachaticích (1872–1876) a státním gymnáziu v Českých Budějovicích (1876–1878) studoval v letech 1880–1883 na vídeňské univerzitě románskou a slovanskou filologii (1884 zde získal doktorát filozofie).
Následně pracoval nejdříve jako vychovatel ve šlechtických rodinách, poté byl úředníkem dvorní knihovny (1893–1903). V roce 1893 habilitoval pro vědní obor slovanská filologie, od téhož roku se stal soukromým docentem, 1903 byl jmenován mimořádným a roku 1911 řádným profesorem Vídeňské univerzity.
Po vzniku Československé republiky byl povolán na nově založenou brněnskou Masarykovu univerzitu (1919), kde v letech 1920–1925 působil jako první řádný profesor slovanské filologie se zvláštním zřetelem k srovnávací mluvnici slovanské a staroslověnštině.
Ve funkčním období 1921–1922 byl děkanem FF MU, v čele univerzity jako rektor stál v letech 1922–1923.
Jeho rozsáhlá badatelská, akademická, publicistická, ediční a organizátorská činnost byla oceněna členstvím v České akademii věd a umění (dopisujícím členem se stal 1. 12. 1898, mimořádným 3. 7. 1907, řádným od 1. prosince 1915), přespolním (zahraničním) členem Královské české společnosti nauk zvolen 13. ledna 1909.
Byl také dopisujícím členem Polské akademie věd v Krakově, čestným členem Jednoty českých filologů a předsedou Matice moravské. Je pohřben na Ústředním hřbitově v Brně.

## Dílo
Jádrem obsáhlého vědeckého díla prof. Václava Vondráka jsou paleoslovenistické práce zaměřené na církevněslovanskou gramatiku, srovnávací gramatiku slovanských jazyků, lexikologii, otázky slovanského písma, zkoumal též staroslověnské vlivy na češtinu i literárněhistorickou problematiku epochy cyrilometodějského písemnictví. Teoretické výklady doplnil vydáním řady literárních památek s fundovanými filologickými analýzami, jeho dílo Altkirchenslawische Grammatik se stalo základním mluvnickým kompendiem staroslověnštiny v první polovině 20. století. Ve své době patřil k předním představitelům světové slavistiky v oborech církevněslovanská filologie a srovnávací jazykověda.

## Publikace
- Zur Würdigung der altslovenischen Wenzelslegende und der Legende vom heiligen Prokop, 1892
- Glagolita Clozův, 1893
- Frisinské památky – Jich vznik a význam v slovanském písemnictví, 1896 (dostupné online)
- O mluvě Jana exarcha bulharského : Příspěvek k dějinám církevní slovanštiny, 1896
- Altkirchenslavische Grammatik, 1900, 1912
- Studie z oboru církevněslovanského písemnictví, 1903
- O původu kijevských listů a pražských zlomků a o bohemismech v starších církevně slovanských památkách vůbec, 1904
- Vergleichende Slavische Grammatik. 1. Band, Lautlehre und Stammbildungslehre, 1906
- Vergleichende Slavische Grammatik. 2. Band, Formlehre und Syntax, 1908
- Církevněslovanská chrestomatie, 1925
- Vývoj současného spisovného českého jazyka, 1926
- Vokabulář klasické staroslověnštiny, 2003 (k vydání připraveno Josefem Bartoněm)